# Milichus boucomonti
Milichus boucomonti är en skalbaggsart som beskrevs av Yves Cambefort 1996. Milichus boucomonti ingår i släktet Milichus och familjen bladhorningar. Inga underarter finns listade i Catalogue of Life.